# 2E trolibusz (Debrecen)
A debreceni 2E jelzésű trolibusz egy ideiglenes járat volt, mely a Segner tér és a Köztemető főkapu között közlekedett. A járat a Rómából érkezett Solaris Trollino 18 típusú csuklós trolibusz tesztelésének idejére jött létre. A járat a Főnix csarnok megállóhely után a Baksay Sándor utca - Nagyerdei körút - Ady Endre út útvonalon érte el a Köztemető főkaput. A trolibusz a Főnix csarnokig normál troliként, onnan tovább pedig felsővezeték nélküli üzemben közlekedett.

## Története
2004 februárjában egy teszt trolibusz érkezett Debrecenbe. A Solaris Trollino 18 típusú, 804-es pályaszámú trolibusz először a 2-es vonalon közlekedett, majd a felsővezeték nélküli üzem tesztelésére február 25-én elindult az ideiglenes 2E trolibusz járat. A teszt befejeződésével a járat megszűnt, viszont 2005-ben a Solaris Trollino 12 típusú trolibuszok megérkezésekor elindult a 3E trolibusz, mely ismét bekapcsolta a trolibuszhálózatba a Nagyerdőt és az Egyetemet.